# 黃芬
黄芬（？—1599年），號思荣，河南南阳府邓州新野縣人，明朝政治人物。

## 生平
萬曆二十二年（1594年）甲午科河南乡试舉人，二十六年（1598年）戊戌科進士，工部觀政，官至山西太谷县知县。卒于官。